# Wabakimi Lake
Wabakimi Lake är en sjö i Kanada.   Den ligger i Thunder Bay District och provinsen Ontario, i den sydöstra delen av landet, 1 200 km nordväst om huvudstaden Ottawa. Wabakimi Lake ligger 357 meter över havet. Arean är 49 kvadratkilometer. Den sträcker sig 10,3 kilometer i nord-sydlig riktning, och 24,5 kilometer i öst-västlig riktning.
Trakten runt Wabakimi Lake är nära nog obefolkad, med mindre än två invånare per kvadratkilometer.